# Kırlangıç, Balışeyh
Kırlangıç là một xã thuộc huyện Balışeyh, tỉnh Kırıkkale, Thổ Nhĩ Kỳ. Dân số thời điểm năm 2010 là 299 người.